# Priscilla Dean
Priscilla Dean (New York, 25 novembre 1896 – Leonia, 27 dicembre 1987) è stata un'attrice statunitense del cinema muto.

## Biografia
Figlia d'arte (sua madre, Mary Preston Dean, era una popolare attrice teatrale), Priscilla Dean fece il suo debutto a quattro anni, in una commedia interpretata dai genitori. Continuò a recitare, ma seguì pure gli studi in convento fino all'età di quattordici anni. Dopo aver lasciato la scuola, si dedicò al teatro, cercando di affermarsi anche nel cinema.
Il suo primo film è del 1912, A Blot on the 'Scutcheon, dove venne diretta da David Wark Griffith. Firmato un contratto con l'Universal, diventò popolare con una serie di commedie dove era la partner di Eddie Lyons e Lee Moran. Il film, però, che contribuì in maniera determinante a lanciarla come star fu, nel 1917, Il re dell'audacia, un serial in quindici episodi prodotto dall'Universal Film Manufacturing Company.
Sposata all'attore Wheeler Oakman, anche lui sotto contratto all'Universal, girò insieme al marito The Virgin of Stamboul e Outside the Law, diretti entrambi da Tod Browning. A metà degli anni venti, i due divorziarono. Dean si risposò una seconda volta con Leslie Arnold che era famoso come uno dei componenti degli Around The World Flyers. Dal loro felice matrimonio non nacquero figli.
La brillante carriera di attrice di Priscilla Dean subì un arresto con l'avvento del sonoro. Continuò a lavorare in produzioni di serie B ma non riuscì più a raggiungere la popolarità di cui aveva goduto durante il periodo del muto.
Girò solo pochi film sonori e si ritirò nel 1932. Nella sua carriera, si contano una novantina di film.

### Morte
Priscilla Dean morì nel New Jersey, a Leonia, il 27 dicembre 1987 all'età di 91 anni. Venne cremata e non si conosce il luogo dove riposano le sue ceneri.

## Galleria d'immagini

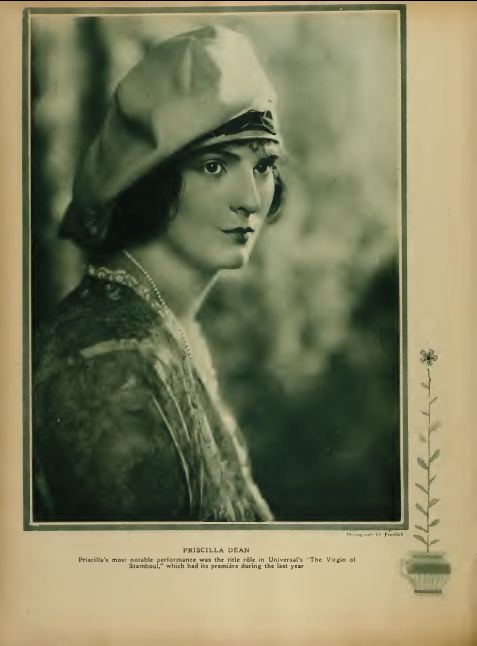
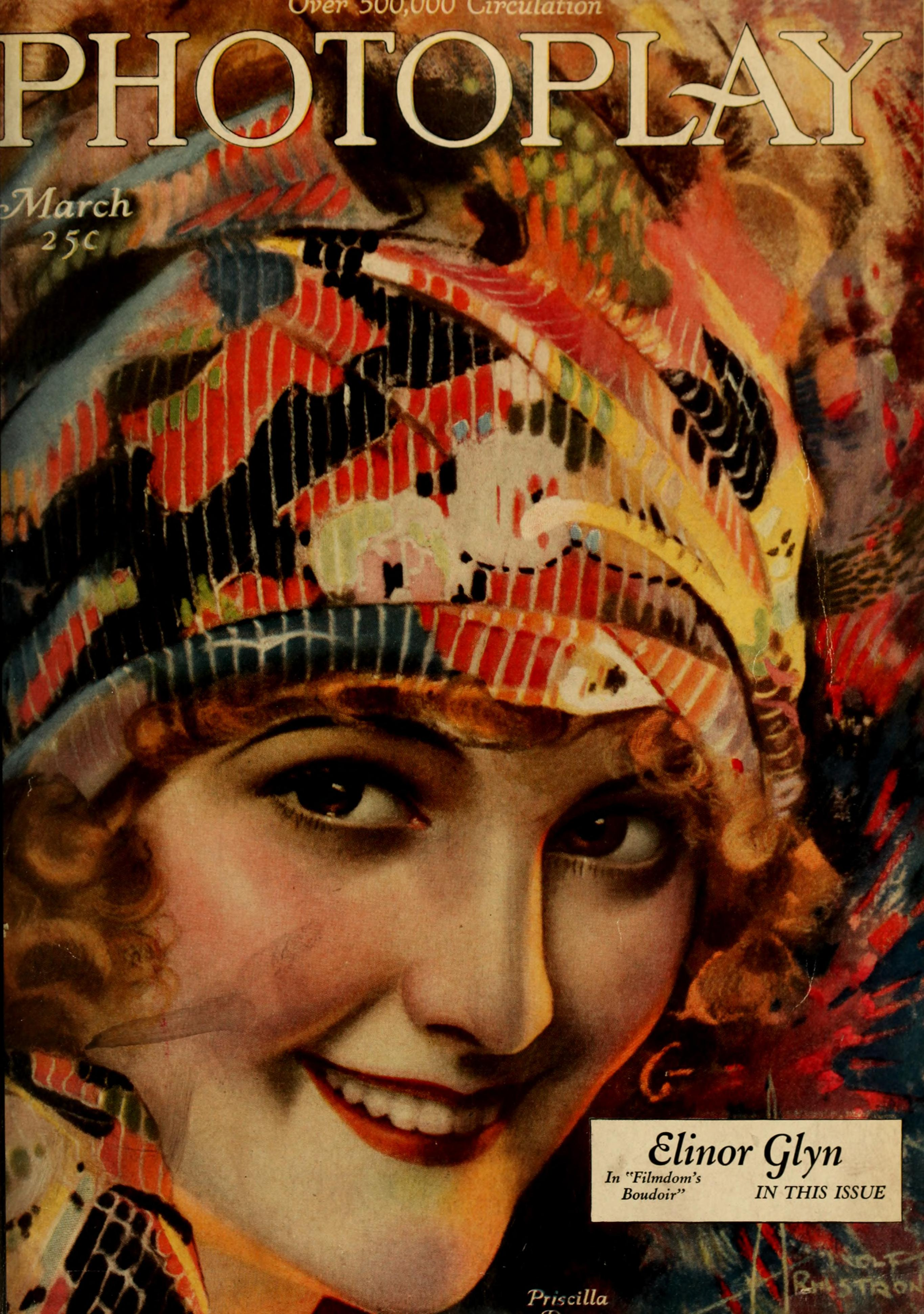
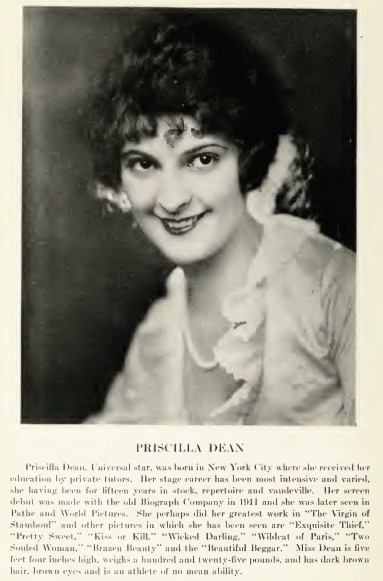
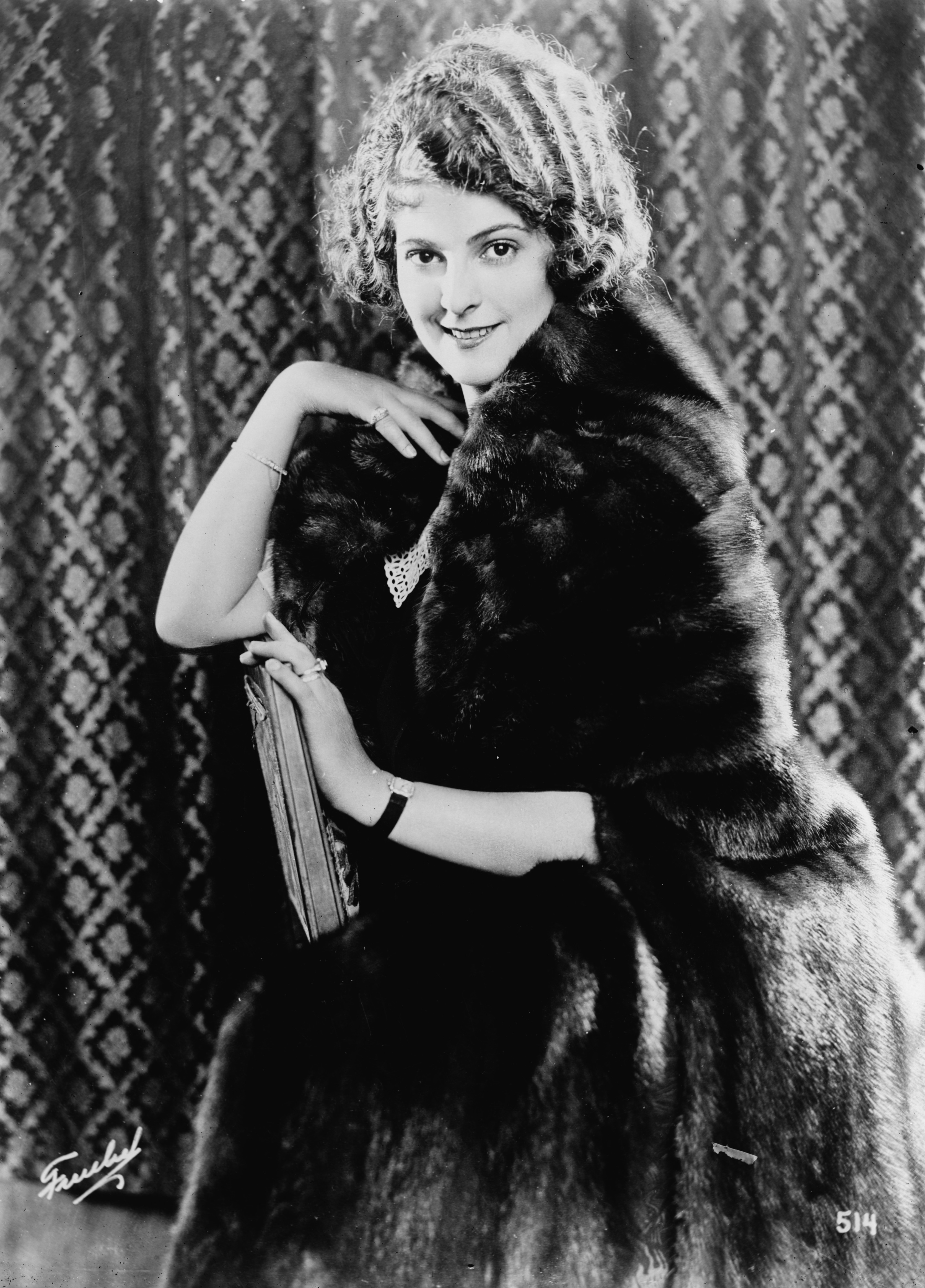

## Filmografia
La filmografia è completa. Quando manca il nome del regista, questo non viene riportato nei titoli

### Attrice
- A Blot on the 'Scutcheon, regia di D.W. Griffith - cortometraggio (1912)
- He Had But Fifty Cents (1912)
- The Man Who Wouldn't Marry, regia di Walter Edwin (1913)
- Mother, regia di Maurice Tourneur (1914)
- The Heiress and the Crook (1914)
- Oh, for the Life of a Fireman! (1916)
- Bungling Bill's Burglar, regia di John Francis Dillon (1916)
- Igorrotes' Crocodiles and a Hat Box, regia di John Francis Dillon (1916)
- Heaven Will Protect a Woiking Goil, regia di John Francis Dillon (1916)
- Love, Dynamite and Baseballs, regia di John Francis Dillon (1916)
- More Truth Than Poetry, regia di John Francis Dillon (1916)
- Bungling Bill's Peeping Ways, regia di John Francis Dillon (1916)
- Search Me!, regia di John Francis Dillon (1916)
- The Social Pirates, regia di James W. Horne (1916)
- The Lion Hearted Chief, regia di John Francis Dillon (1916)
- Knocking Out Knockout Kelly, regia di John Francis Dillon (1916)
- Caught with the Goods, regia di Eddie Lyons e Lee Moran (1916)
- Beer Must Go Down, regia di Eddie Lyons e Lee Moran (1916)
- He Maid Me, regia di Eddie Lyons e Lee Moran (1916)
- All Bets Off, regia di Eddie Lyons e Lee Moran (1916)
- The Battle of Chili Con Carne, regia di Louis Chaudet (1916)
- Broke But Ambitious, regia di Louis Chaudet (1916)
- The Terrible Turk, regia di Louis Chaudet (1916)
- Tigers Unchained, regia di James W. Horne (1916)
- The Boy from the Gilded East, regia di Louis Chaudet (1916)
- Nobody Guilty, regia di Louis Chaudet (1916)
- A Silly Sultan, regia di Louis Chaudet (1916)
- Model 46, regia di Louis Chaudet (1916)
- With the Spirit's Help, regia di Louis Chaudet (1916)
- When the Spirits Fell, regia di Louis Chaudet (1916)
- Almost Guilty, regia di Louis Chaudet (1916)
- His Own Nemesis, regia di Louis Chaudet (1916)
- The Barfly, regia di Louis Chaudet (1916)
- Love and a Liar, regia di Louis Chaudet (1916)
- A Political Tramp, regia di Louis Chaudet (1916)
- Knights of a Bathtub, regia di Louis Chaudet (1916)
- How Do You Feel?, regia di Louis Chaudet (1916)
- The White Turkey, regia di Louis Chaudet (1916)
- Pass the Prunes, regia di Louis Chaudet (1916)
- Two Small Town Romeos, regia di Louis Chaudet (1916)
- It Sounded Like a Kiss, regia di Louis Chaudet (1916)
- The Bad Man of Cheyenne, regia di Fred Kelsey (1917)
- Treat 'Em Rough, regia di Louis Chaudet (1917)
- Why, Uncle!, regia di Louis Chaudet (1917)
- Goin' Straight, regia di Fred Kelsey (1917)
- Even As You and I, regia di Lois Weber (1917)
- Somebody Lied, regia di Ben F. Wilson (1917)
- The Hand That Rocks the Cradle, regia di Phillips Smalley e Lois Weber (1917)
- Il re dell'audacia (The Gray Ghost) (serial), regia di Stuart Paton (1917)
- Beloved Jim, regia di Stuart Paton (1917)
- The Two-Soul Woman, regia di Elmer Clifton (1918)
- Which Woman?, regia di Tod Browning e Harry A. Pollard (1918)
- The Brazen Beauty, regia di Tod Browning (1918)
- Kiss or Kill, regia di Elmer Clifton (1918)
- The Wildcat of Paris, regia di Joseph De Grasse (1918)
- She Hired a Husband, regia di John Francis Dillon (1918)
- Klever Kiddies (1919)
- La bestia nera (The Wicked Darling), regia di Tod Browning (1919)
- Il furto di Doris (The Silk-Lined Burglar), regia di John Francis Dillon (1919)
- The Exquisite Thief, regia di Tod Browning (1919)
- Pretty Smooth, regia di Rollin S. Sturgeon (1919)
- Paid in Advance, regia di Allen Holubar (1919)
- Forbidden, regia di Phillips Smalley e Lois Weber (1919)
- Vergine d'Oriente (The Virgin of Stamboul), regia di Tod Browning (1920)
- Il fuorilegge (Outside the Law), regia di Tod Browning (1920)
- Reputation, regia di Stuart Paton (1921)
- The Conflict, regia di Stuart Paton (1921)
- Miele silvestre (Wild Honey), regia di Wesley Ruggles (1922)
- Sotto due bandiere (Under Two Flags), regia di Tod Browning (1922)
- La fiamma della vita (The Flame of Life), regia di Hobart Henley (1923)
- Drifting, regia di Tod Browning (1923)
- White Tiger, regia di Tod Browning (1923)
- La figlia della tempesta (The Storm Daughter), regia di George Archainbaud (1924)
- The Siren of Seville, regia di Jerome Storm e Hunt Stromberg (1924)
- A Cafe in Cairo, regia di Chester Withey (1924)
- The Crimson Runner, regia di Tom Forman (1925)
- The Danger Girl, regia di Edward Dillon (1926)
- Forbidden Waters, regia di Alan Hale (1926)
- The Dice Woman, regia di Edward Dillon (1926)
- The Speeding Venus, regia di Robert Thornby (1926)
- West of Broadway, regia Robert Thornby
- Jewels of Desire, regia di Paul Powell (1927)
- Birds of Prey, regia di William James Craft (1927)
- Mogli sfuggenti (Slipping Wives), regia di Fred Guiol (1927)
- The Honorable Mr. Buggs, regia di Fred Jackman (1927)
- All for Nothing, regia di James Parrott (1928)
- Trapped, regia di Bruce M. Mitchell (1931)
- Law of the Sea, regia di Otto Brower (1931)
- Hollywood Halfbacks, regia di Charles Lamont (1931)
- Behind Stone Walls, regia di Frank R. Strayer (1932)
- Klondike, regia di Phil Rosen (1932)

### Apparizioni in film e documentari
- The Film Parade, regia di J. Stuart Blackton (1933)